# Ajdovščina (plaats)
Ajdovščina (Duits: Haidenschaft, Italiaans: Aidussina) is een stad in Slovenië en maakt deel uit van de gelijknamige gemeente Ajdovščina in de NUTS-3-regio Goriška. De plaats telde 6.843 inwoners op 1 januari 2020.
Ajdovščina verkreeg in 1955 stadsrechten.

## Geboren
- Andreja Slokar (1997), alpineskiester